# Konstanzphänomen
Konstanzphänomene sorgen dafür, dass Menschen Objekte gleichbleibend wahrnehmen, auch wenn sich die Verhältnisse ändern, z. B. Licht und Blickwinkel.
Geprägt sind sie durch sinnliche Erfahrungen. Die hierbei erlernten Korrekturprozesse laufen automatisch ab und sind bis zu einem gewissen Grad nicht beeinfluss- oder steuerbar.
Zahlreiche optische Täuschungen arbeiten mit Konstanzphänomenen.

## Arten

Beide Farbkreise sind in RGB = {D1,86,00} ≈ orange, der Eindruck „Braun“ entsteht durch das umgebende Grau.

- Formkonstanz: Objekte werden aus verschiedenen Perspektiven, was ihre Form betrifft, immer gleich wahrgenommen. z. B. wird eine sich drehende Münze immer als (kreis)rund wahrgenommen, obwohl ihr Abbild auf der Netzhaut zumeist elliptisch ist.
- Größenkonstanz: Objekte werden bei unterschiedlicher Entfernung, was ihre Größe betrifft, immer als gleich groß wahrgenommen. Dies spielt bei vielen Wahrnehmungstäuschungen eine Rolle.
- Farbkonstanz: Objekte werden bei Farbwechsel der Beleuchtung, sofern dieser sich in etwa im Rahmen der natürlichen Farbänderungen des Tageslichts hält, in nahezu unveränderter Farbe wahrgenommen.
- Helligkeitskonstanz: Objekte werden bei verschiedenartiger Beleuchtung, was ihre (farbliche) Helligkeit betrifft als gleich wahrgenommen. Dennoch ist die visuelle Wahrnehmung mitunter einer Wechselwirkung unterworfen, wie dies in der Abbildung bemerkbar ist.
- Orientierungskonstanz: Die Orientierungskonstanz ermöglicht es z. B., unseren Kopf zu neigen und unsere Umwelt dabei trotzdem als stabil wahrzunehmen. Sie kommt durch unser Gleichgewichtssystem zustande.
- Phonemkonstanz: Phoneme werden als identisch wahrgenommen, obwohl sie physikalisch auf verschiedene Art gebildet sein können.